# Веди (город)
Веди́ (арм. Վեդի) — город в Армении в области Арарат.

## География
Расположен на левом берегу реки Веди, на расстоянии 35 км от Еревана. Непосредственно рядом с городом Веди находится небольшая пустыня Гораван.

## История
Современный Веди находится в пригороде древнего города Арташат, который на протяжении 344 лет (176 г. до н.э. - 168 г. н.э.) был столицей Армении и крупнейшим городом страны, с населением (в период расцвета) до 150,000 человек. 
Долина, в которой находится нынешний город в античные времена называлась "Востан-Хайоц", и входила в состав провинции Айрарат.
В VII веке Армению захватили арабские войска, создав на ее территории Армянский эмират со столицей в крупнейшем на то время армянском городе Двин, находившимся в 20 километрах от нынешнего Веди. Тогда же, при арабском владычестве и появляется топоним "Веди", что на арабском языке означает "Долина".
К концу XVIII века населенный пункт упоминается уже как  Беюк-Веди.
Село являлось центром области Ведибасар — магала Эриванского ханства. 
После завоевания Эриванского ханства Российской империей в 1828 году и до 1840 года Ведибасарский магал был в составе Эриванской провинции Армянской области. Иван Шопен отмечал, что согласно сведениям из "Камерального описания", составленного в 1829-1831 годах, в селе Веди-улия Веди-басарского магала Эриванской провинции проживало 1244 человек, из которых 799 - мусульмане ("мюгаммедане"), 410 - армяне, переселившиеся из Персии после заключения Туркманчайского договора (1828) сторонами Русско-персидской войны (1826—1828), и 15 - армяне, проживавшие в селе до 1828 года (в источнике называются "коренными армянами").
С 1849 года село Беюк-Веди располагалось в Эриванском уезде Эриванской губернии и было населено в основном азербайджанцами (по тогдашней терминологии — «татарами»). По данным «Сборника сведений о Кавказе» за 1880 год в селе Беюк-Веди (Верхняя или Большая Веди) Эриванского уезда по сведениям 1873 года был 241 двор и проживало 1743 человек, в основном азербайджанцев (указанных как «татары»), по вероисповеданию шиитов. В селе также была мечеть. Согласно "Своду статистических данных о населении Закавказского края, извлеченных из посемейных списков 1886 года", изданному в 1893 году, в селе Беюк-Веди в 1886 году жило 2110 человек, все — азербайджанцы (указаны как «татары»). По данным «Кавказского календаря» 1912 года в селе жило 2501 человек, в основном азербайджанцев (указанных как «татары»).
По материалам сельско-хозяйственной переписи населения 1922 года по Армении, в Веди-Басарском участке Эриванского уезда проживало: азербайджанцев (в источнике «тюрко-татар») — 7063 человека.
После распада Закавказской Федерации Армения и Азербайджан одновременно заявили о своих правах на Беюк-Веди. Местное население отказалось признавать власть Армении и ожесточённо сопротивлялось наступлению армянской армии. В 1919 году Беюк-Веди оказался центром восстания местных азербайджанцев против попыток насадить армянскую власть. Всего с декабря 1918 года по март 1920 года отряды самообороны под руководством Аббас Кули-бека Шадлинского шесть раз отбивали армянские наступления.Только 12 июля 1920 года армянской армии удалось занять село. После советизации Закавказья регион Веди было решено включить в состав Советской Армении.
В советскую эпоху село было административным центром Вединского (с конца 1960-х — Араратского) района. В 1928 году открылась школа с преподаванием на азербайджанском языке.
4 апреля 1946 года село Беюк-Веди Араратского района Армянской ССР было переименовано в Веди.
В 1962 году Веди получил статус посёлка городского типа. Здесь действовали молочный, хлебный и консервный заводы, имелся народный театр. Азербайджанское население покинуло Веди в 1988 году, после начала Карабахского конфликта. В 1996 году было решено придать посёлку статус города.

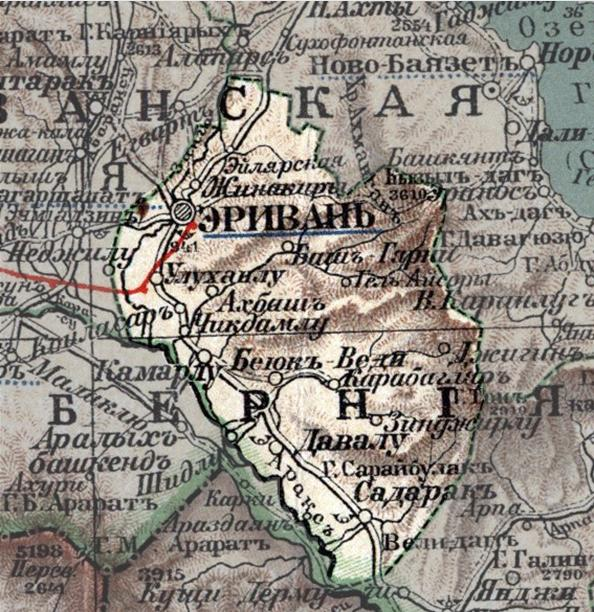
Беюк-Веди (Беюкъ-Веди) на карте Эриванского уезда Эриванской губернии

## Галерея

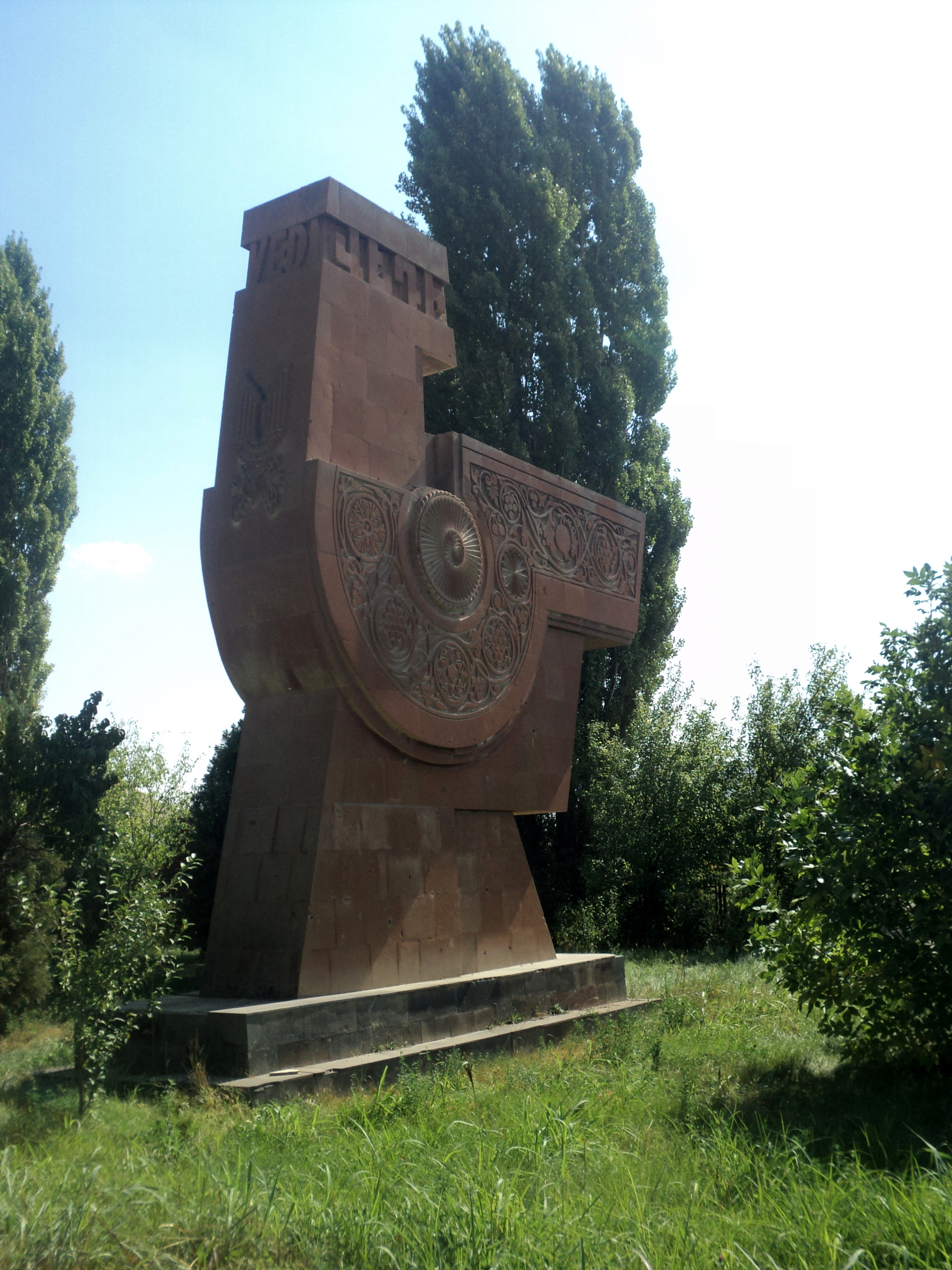
Памятник
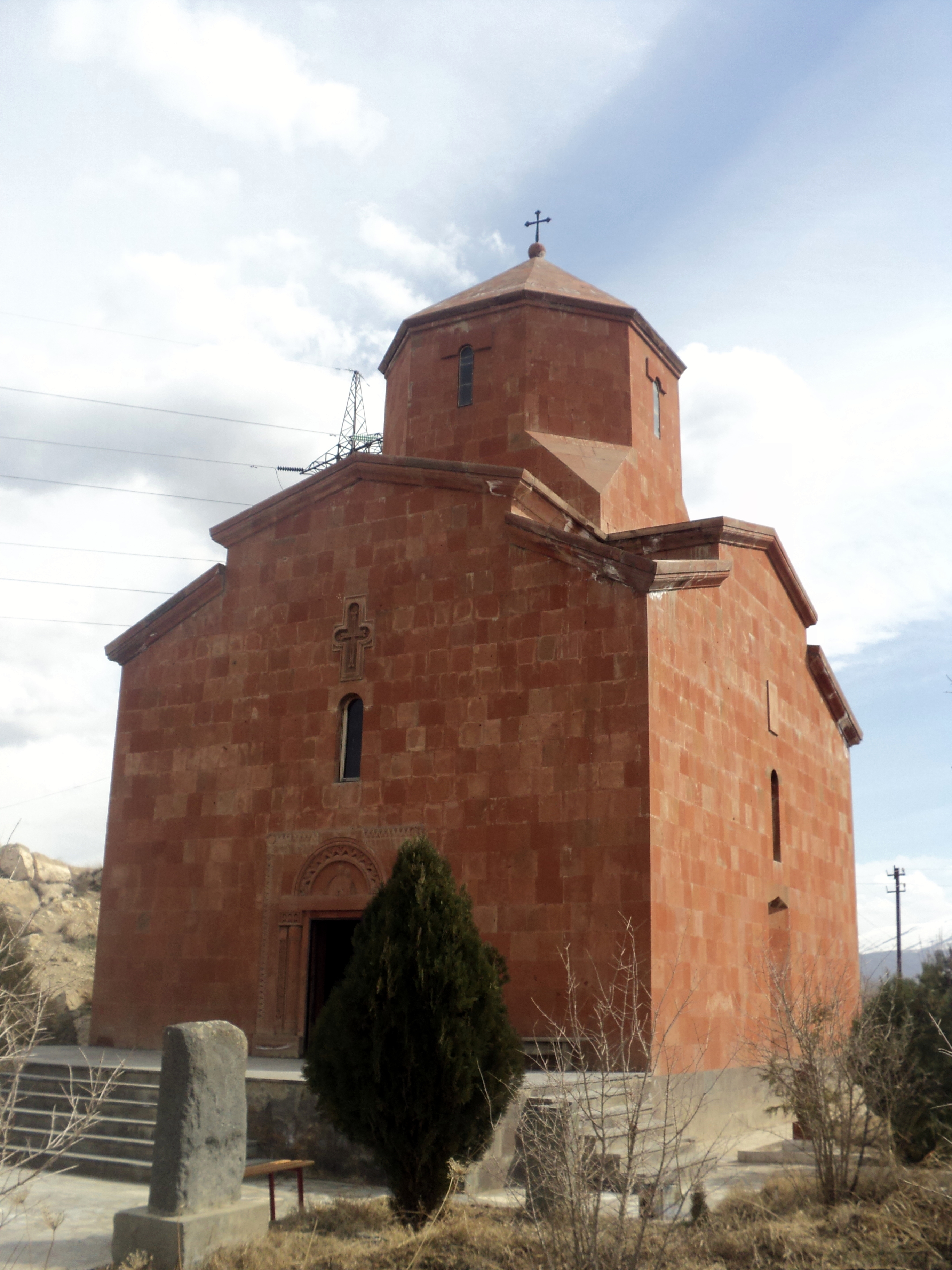
Церковь Святой Богородицы, 2001
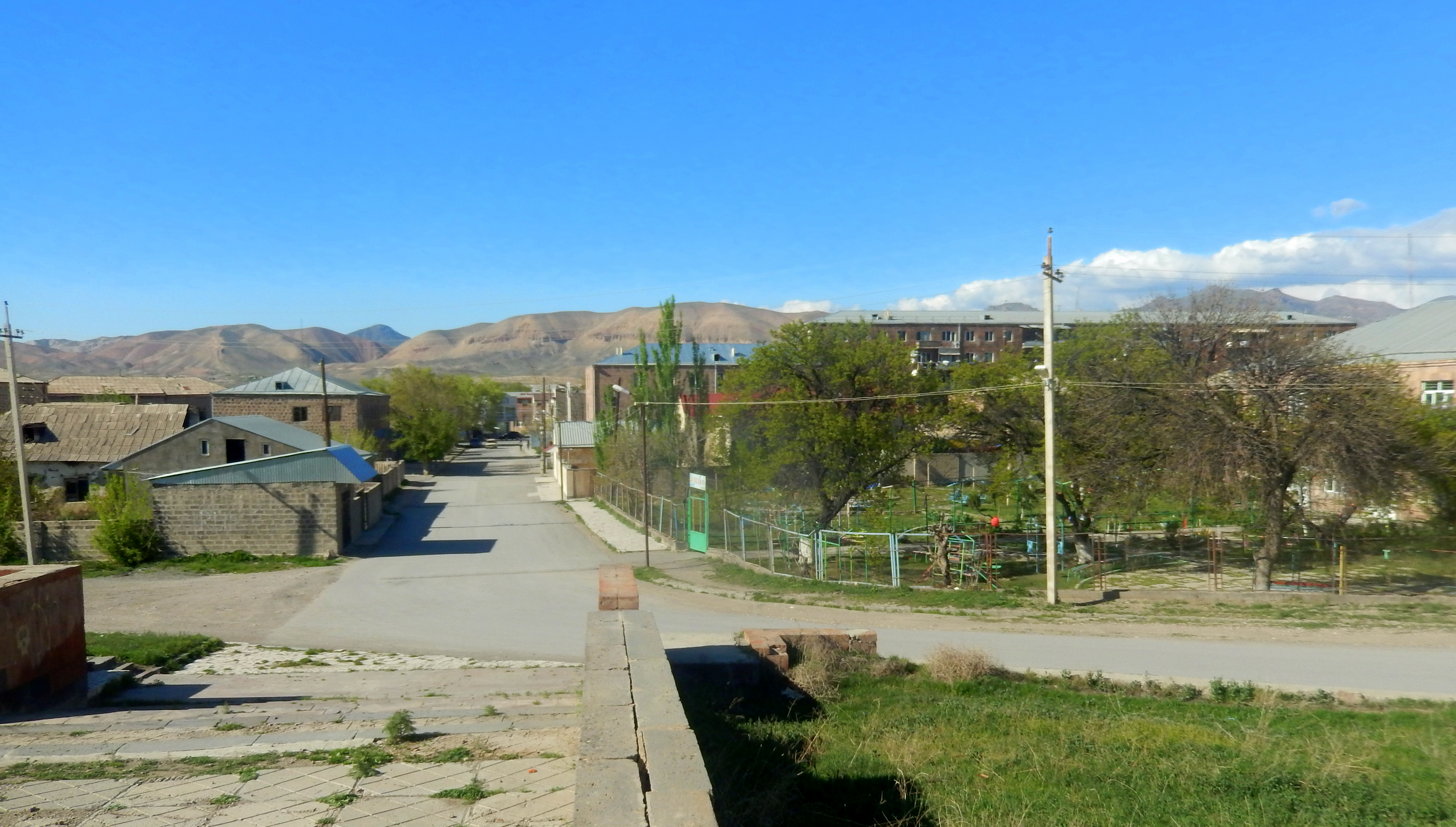
Одна из улиц
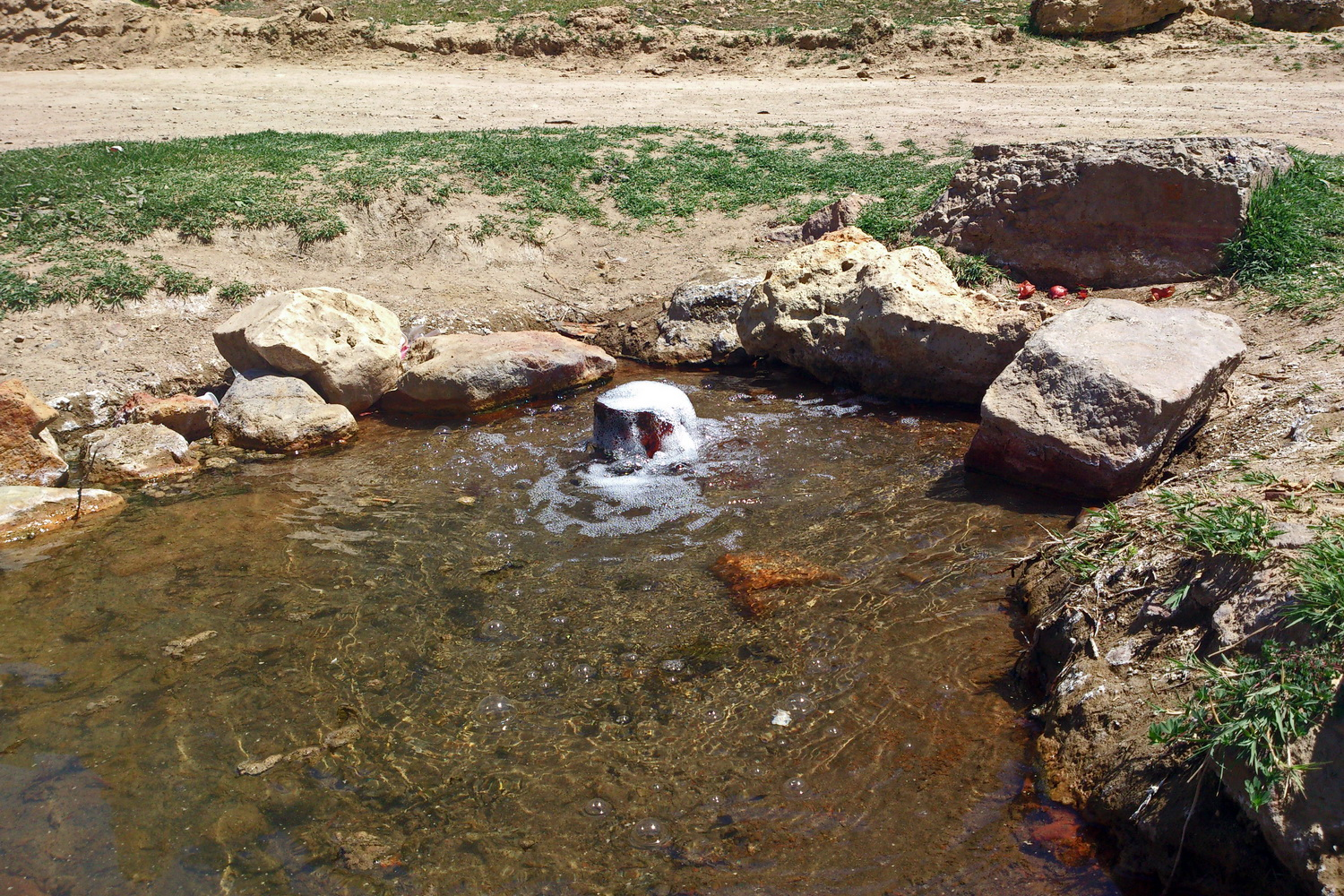
Источники
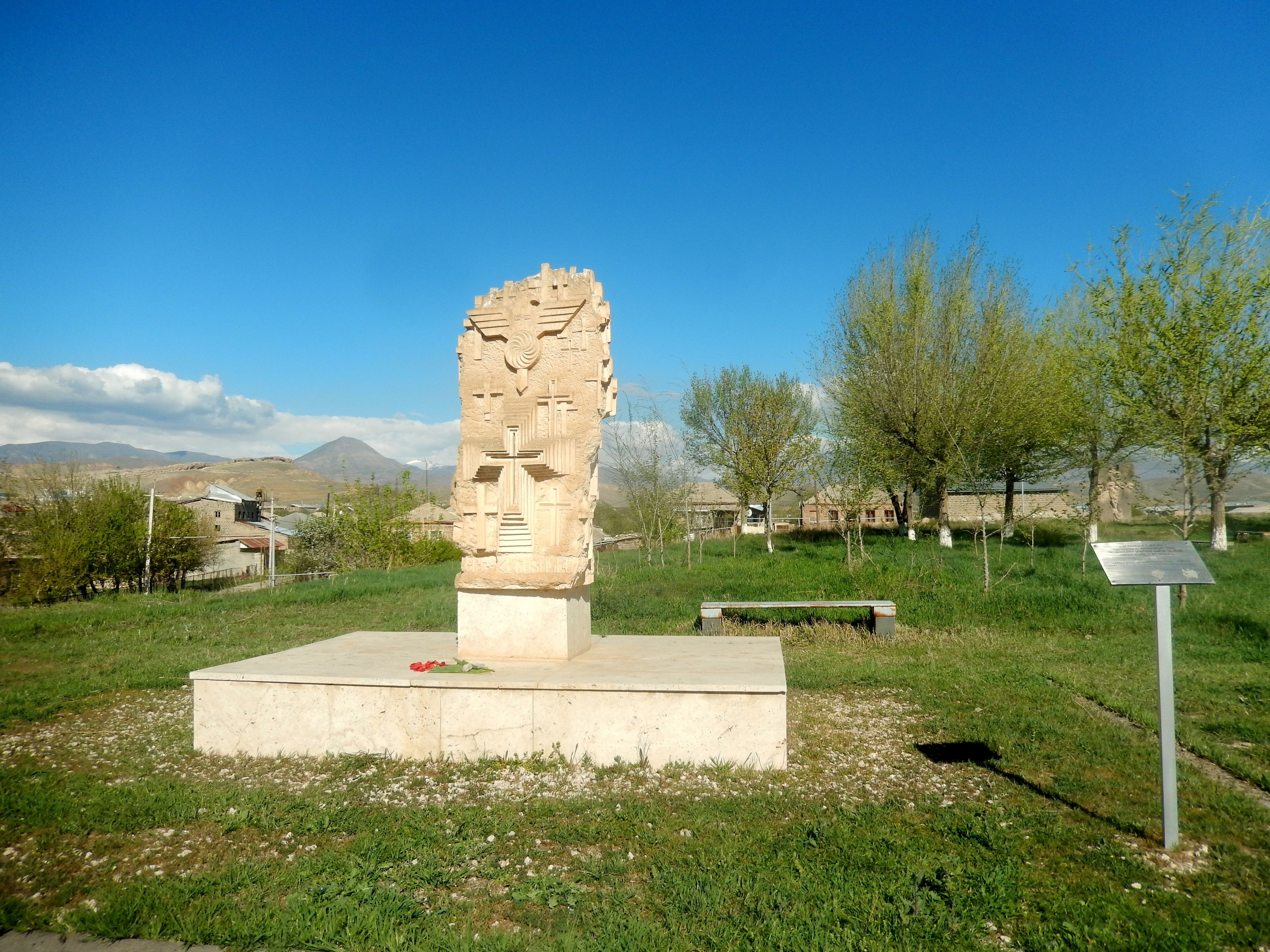
Монумент в память о погибших в Карабахских войнах
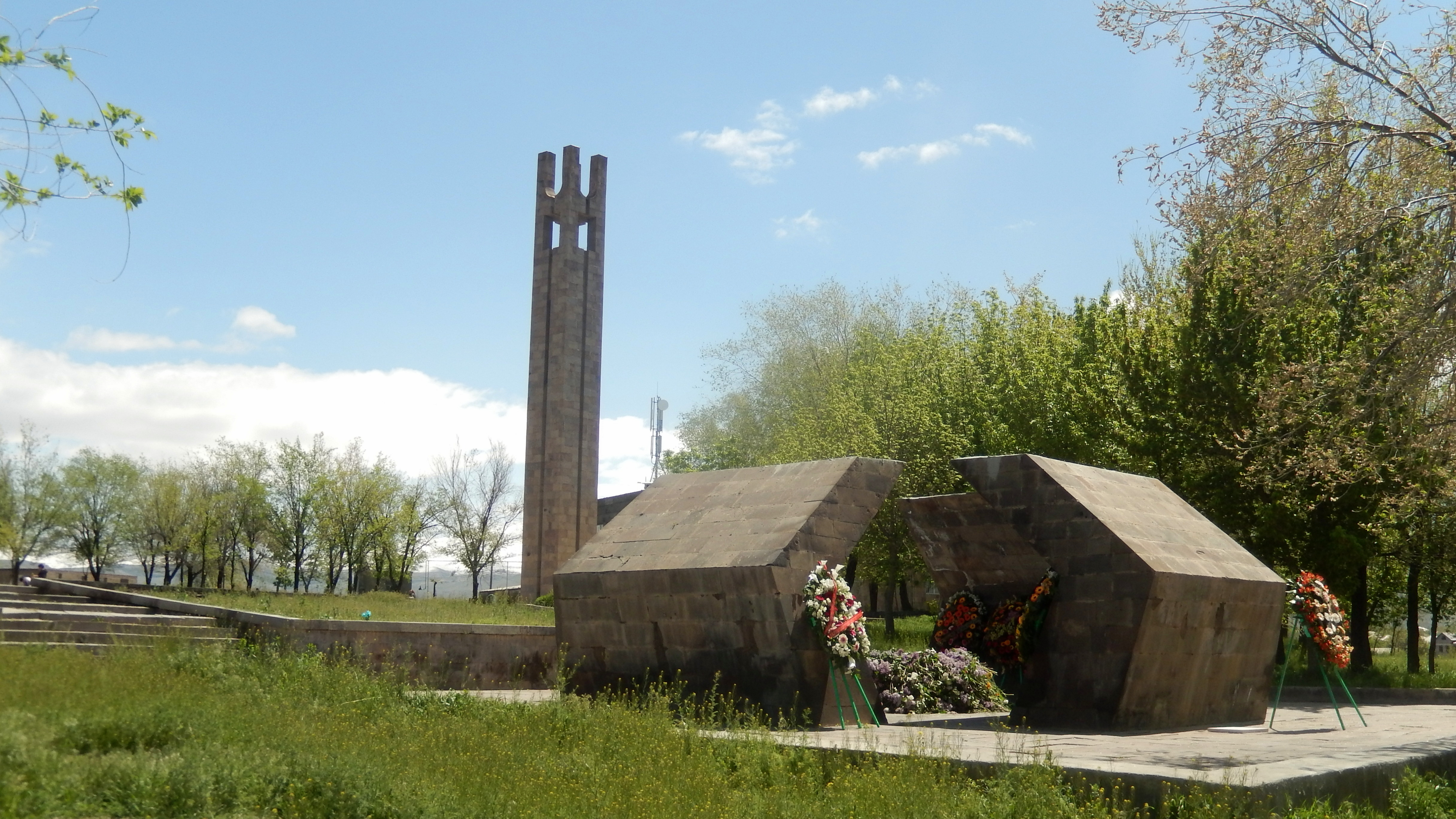
Монумент в память жертв Геноцида армян
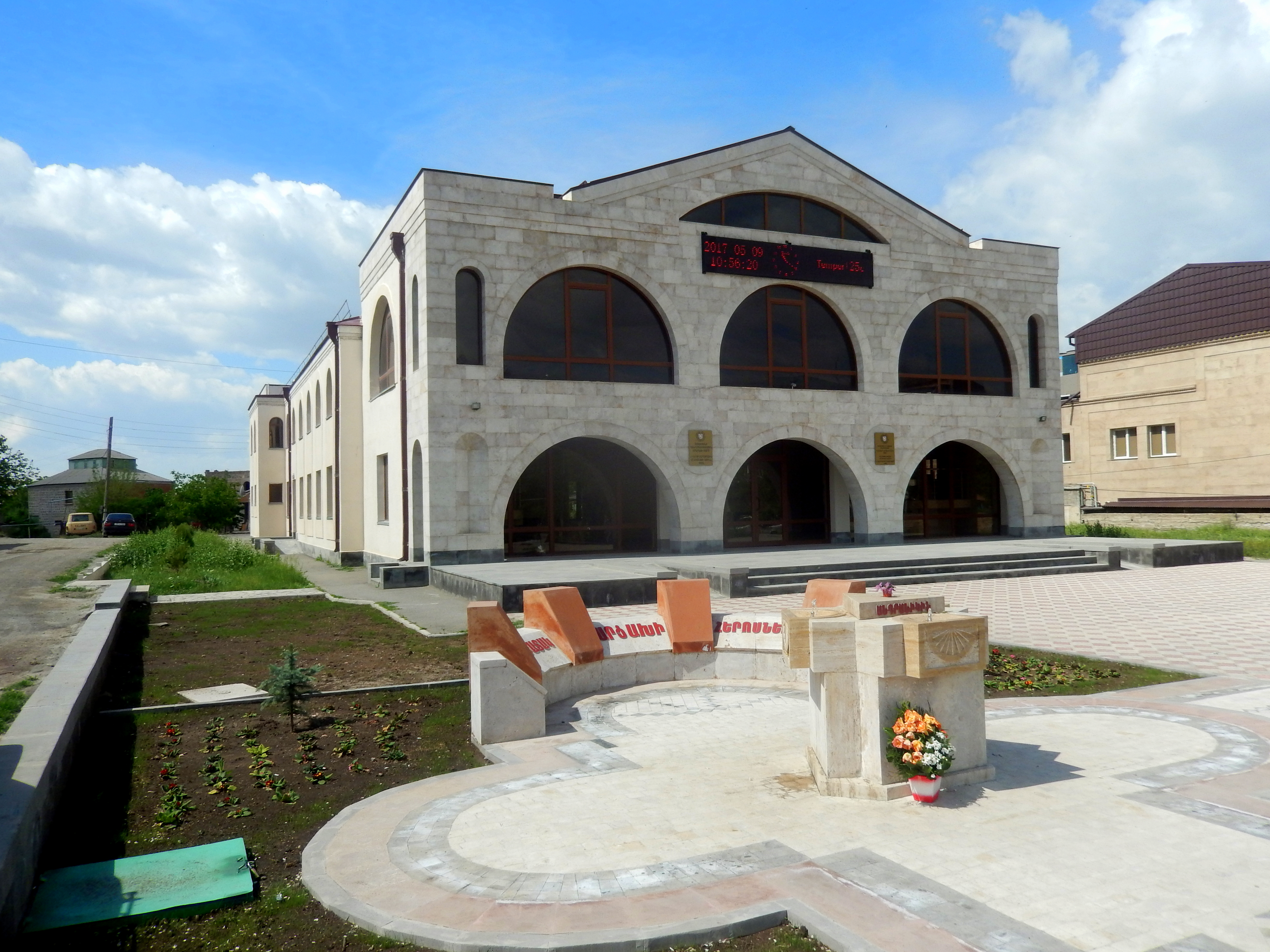
Дом культуры
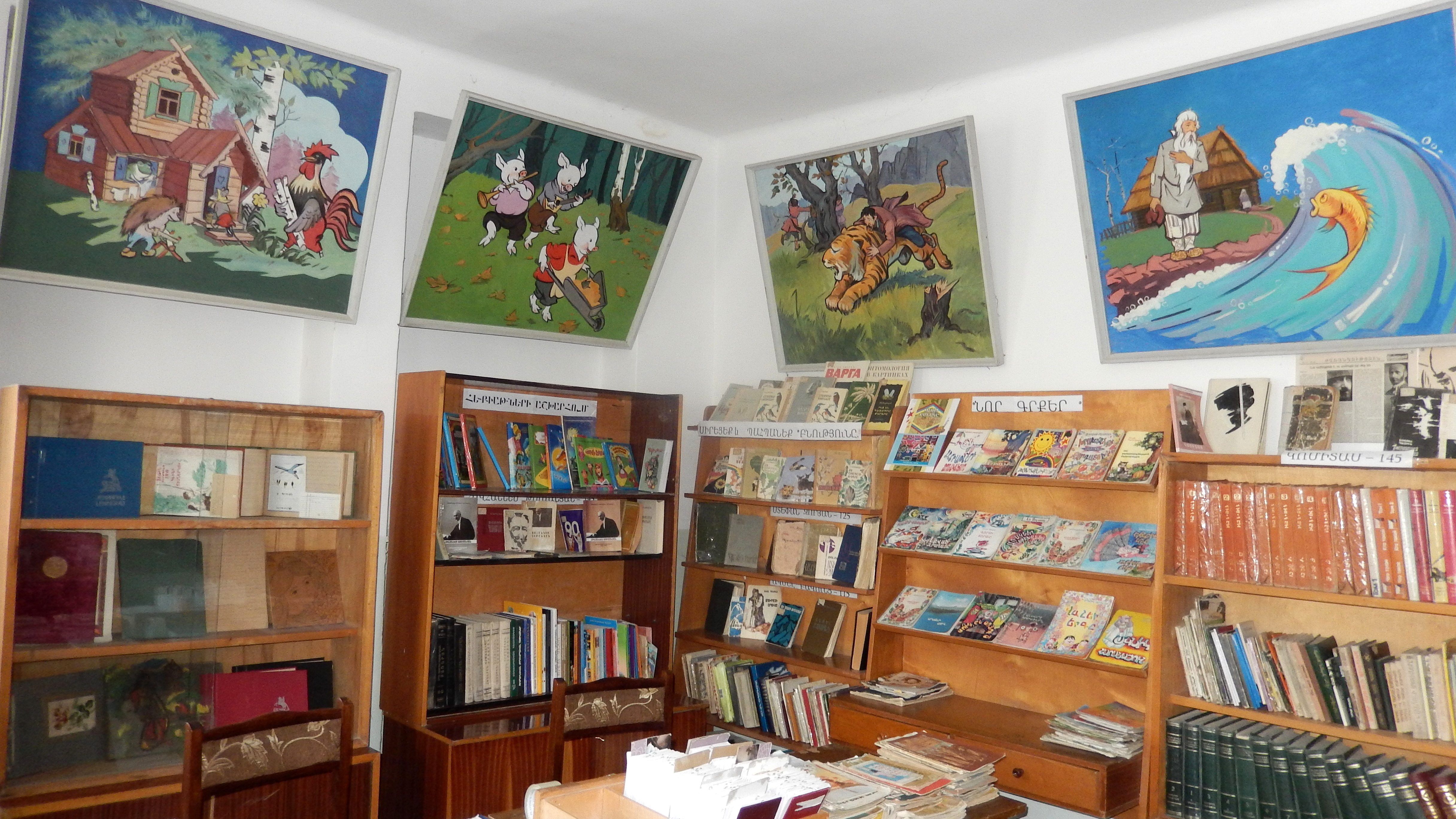
Городская библиотека